# Писающая собачка
Дворняжка (нидерл. Het Zinneke), другое название Писающая собачка (нидерл. Zinneke Pis) — статуя бельгийского скульптора Тома Францена в центре Брюсселя, установленная в 1998 году.
Работа изображает мочащуюся беспородную собаку в натуральную величину с занесённой на тротуарный столб задней лапой и тематически связана с Писающим мальчиком и Писающей девочкой. Это образец своеобразного юмора (нидерл. zwanze), популярного в Брюсселе.
Статуя расположена на углу улицы Kartuizersstraat (фр. Rue des Chartreux) и площади Oude Graanmarkt (фр. Rue du Vieux-Marché-aux-Grains). Название скульптуры Zinneke — прозвище жителей Брюсселя и брюссельских дворняжек на брюссельском диалекте нидерландского языка, которое произошло от названия реки Сенны (нидерл. Zenne). Также это отсылка к «Чувствуем себя подобными» (с нидерл. — «Zin hebben in»). По замыслу скульптора собака смешанной породы символизирует объединение разных культур в Брюсселе.
В августе 2015 года скульптура была сбита автомобилем и восстановлена скульптором.

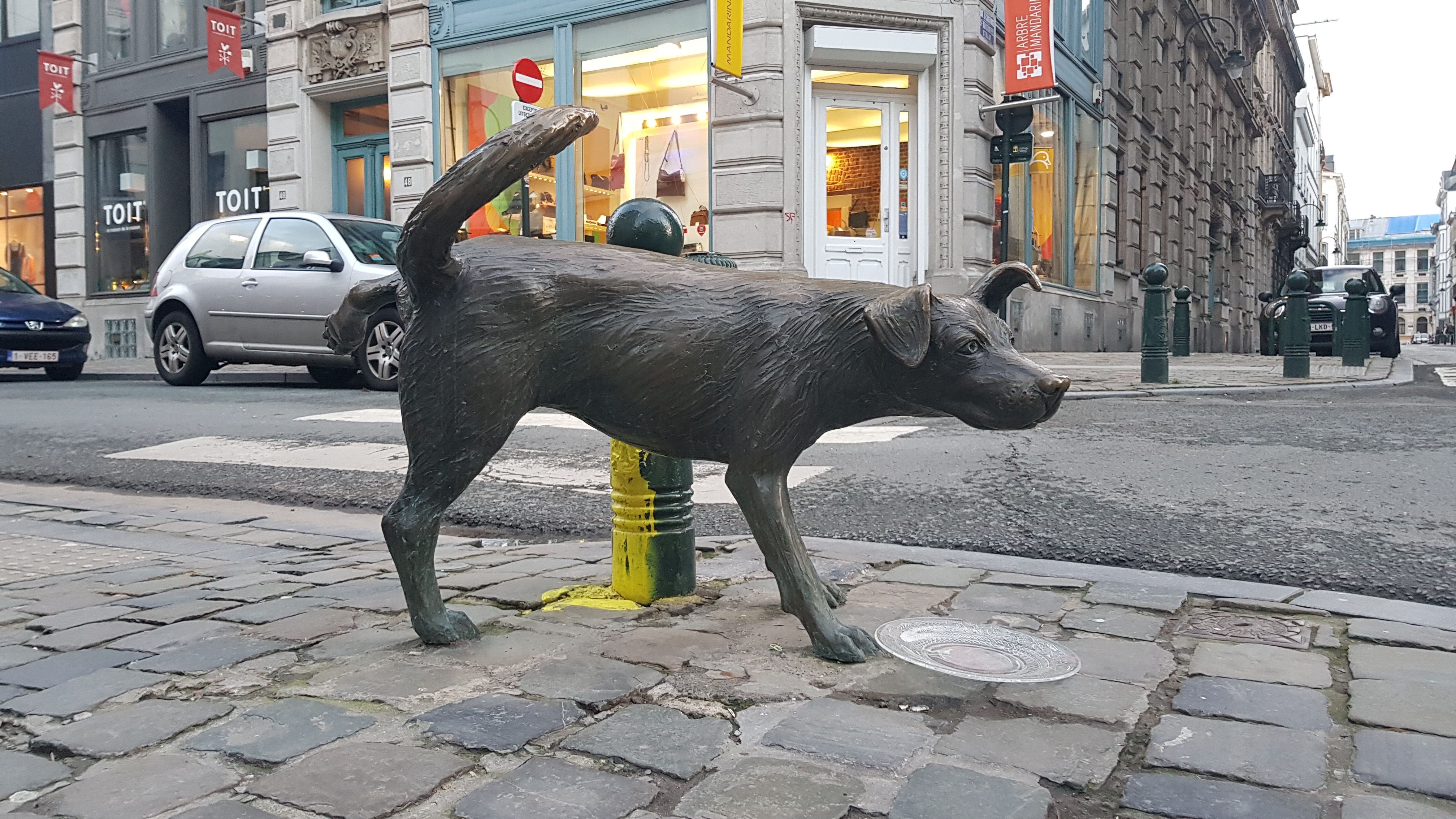
Скульптура с окрашенным жёлтой краской «пятном мочи».